# Garritornis isidorei
El gárrulo papú (Garritornis isidorei) es una especie de ave paseriforme, perteneciente a la familia Pomatostomidae, la única perteneciente al género Garritornis, anteriormente situada en Pomatostomus.

## Subespecies
- Garritornis isidorei calidus
- Garritornis isidorei isidorei

## Localización
Es una especie que se localiza en Nueva Guinea.